# Nytjärnen (Degerfors socken, Västerbotten, Fäbodträskets naturreservat)
Nytjärnen är en sjö i Vindelns kommun i Västerbotten och ingår i Sävaråns huvudavrinningsområde.